# Angerbach
Angerbach là phụ lưu của sông Rhein ở Nordrhein-Westfalen, Đức. Nó chảy qua sông Wülfrath và Ratingen, và chảy ra sông Rhein ở Angerhausen, một huyện ở miền nam Duisburg.
1. 1 2  Quản lý thông tin Địa hình học ở Köln, GEObasis Nordrhein-Westfalen (bằng tiếng Đức)